# Teatro Nacional de Somalia
El teatro nacional de Somalia se encuentra ubicado en el centro de Mogadiscio, Somalia. Se inauguró en 1967 y sirvió como un importante hito cultural en la capital nacional. La institución cerró después del comienzo de la guerra civil a principios de la década de 1990, pero luego fue renovada intermitentemente por las autoridades locales.  

## Historia
El edificio del Teatro Nacional de Somalia fue construido por ingenieros chinos como un regalo de Mao Zedong en la década de 1960. El edificio fue terminado e inaugurado en 1967.
Después de que Siad Barre llegó al poder, el Teatro Nacional se convirtió en una institución importante dentro de la visión socialista de una nueva Somalia. Siad Barre afirmó que quería superar la sociedad de Somalia basada en clanes. Por lo tanto, personas de todos los clanes diferentes han trabajado en el Teatro Nacional y han desarrollado su estética única. 
El teatro no tenía un solo conjunto, sino varias bandas trabajando y actuando allí. En la tradición teatral somalí, la música y la representación teatral están estrechamente vinculadas, por lo tanto, las compañías teatrales suelen denominarse "bandas". Los más famosos fueron Waaberi, que evolucionó a partir de la combinación de la banda de Radio Mogadishu y la banda del general Daud que pertenecían a las fuerzas militares y que lleva el nombre de Daud Abdulle Hirsi. Waaberi incluyó artistas tan conocidos como Ali Feiruz, Abdullahi Qarshe, Magool, Maryam Mursal, Hassan Sheikh Mumin y Abdi Ali (Bacalwaan). Otras bandas que se presentaron o que formaron parte de él son: Horseed (la banda ya existía antes de la independencia bajo el nombre de Ex-bana Estro), Halgan, Onkod e Iftin. Todas estas pertenecían a una institución del estado, por ejemplo, la banda Iftin pertenecía al Ministerio de Educación y, por lo tanto, también estaba a cargo de la educación musical de los maestros de escuela. 
Cuando estalló la guerra civil en julio de 1991, el Teatro Nacional fue uno de los primeros edificios en ser destruidos. En los primeros meses de la guerra hubo incluso un espectáculo en el edificio destruido llamado "Destruiste el techo, así que no mires hacia arriba". Más tarde, durante la guerra, el teatro no funcionó en absoluto. Posteriormente, las ruinas sirvieron como almacén de armas y como baño público no oficial.
En el otoño de 2011, Jabril Ibrahim Abdulle, director del Centro de Investigación y Diálogo de Somalia, comenzó a reunir a antiguos artistas del Teatro Nacional para planificar la reanimación del teatro. Después de reacondicionar provisionalmente el edificio, se celebró una ceremonia de reapertura el 19 de marzo de 2012. La ceremonia fue transmitida en la televisión nacional y cerca de 1000 espectadores presenciaron la ceremonia que incluía una obra escrita por exmiembros de las diferentes bandas: Dardaarwin Walid (Consejo de los padres). Algunas semanas después, el 4 de abril, un ataque suicida golpeó la celebración del aniversario de la televisión nacional que se celebró en el edificio del teatro y mató a 10 personas. Al-Shabaab se atribuyó la responsabilidad del ataque. A partir de 2013, las renovaciones del edificio continúan y Abdiduh Yusuf Hassan, el actual director del teatro, lanzó un programa llamado Hirgeli Hamigaaga Faneed (Despierta a tu artista interior) que es básicamente una especie de Somali Idol, un espectáculo de talentos Dentro de estas actividades, apoyó una celebración de reapertura del Teatro Nacional de Somalia en el exilio en Viena en 2013. Hassan espera revivir las artes escénicas somalíes a través de este programa.

## Renovación
En septiembre de 2013, los ministerios de Relaciones Exteriores de Somalia y China firmaron un acuerdo de cooperación oficial en Mogadiscio como parte de un plan nacional de recuperación de cinco años en Somalia. El pacto verá a las autoridades chinas reconstruir varios hitos infraestructurales importantes en la capital somalí y en otros lugares, incluido el Teatro Nacional, un hospital y el Estadio Mogadiscio.